# Торговля людьми в Таджикистане
Глобальные социальные и политические потрясения в истории страны создали подходящую обстановку для торговли людьми в Таджикистане. Женщины, как правило через Киргизию и Россию, направляются в Объединенные Арабские Эмираты или Турцию для сексуальной эксплуатации. Женщин также продают в Пакистан для принудительного труда. Мужчин продают в Россию и Казахстан для принудительного труда, в основном в строительстве и сельском хозяйстве. Внутри страны распространена торговля детьми. Правительство Таджикистана прилагает значительные усилия для противодействия торговли людьми. Таджикистану не удалось предоставить доказательств активизации усилий по борьбе с торговлей людьми, а именно в расследовании таких преступлений, судебном преследовании, осуждении и наказании торговцев людьми. Кроме того сообщается, что ввиду распространения коррупции в стране, стоит говорить о соучастии или покровительстве низших и средних должностных лиц в торговле людьми. Эффективные усилия по борьбе с торговлей людьми затруднены отсутствием координации между государственными учреждениями и низким потенциалом, а также коррупцией. Таджикистан предпринял некоторые усилия для повышения осведомленности граждан о рисках оказаться в рабстве, но это затронуло незначительный процент граждан, которые работают за границей, в основном в России и Казахстане.
В свете этой ситуации, Управление Государственного департамента США по мониторингу и борьбе с торговлей людьми поместило Таджикистан в «Уровень 2» в 2017 году.

## Современная ситуация
Республика Таджикистан присоединилась к «Международной Конвенции по предотвращению всех форм дискриминации в отношении женщин» от 1979 г., к Конвенции о борьбе с торговлей людьми и с эксплуатации проституции третьими лицами» от 1949 г.. а также ратифицировала в 2002 г. Конвенцию ООН против транснациональной организованной преступности и два Протокола к ней: «О предупреждении и пресечении торговли людьми, особенно женщинами и детьми, и наказании за нее»; «Против незаконного ввоза мигрантов по суше, морю и воздуху», а также подписала целый ряд других международных документов и, соответственно, официально приняла на себя обязательства по их соблюдению. Основной закон страны, Конституция Республики Таджикистан, закрепляет положение, в котором обозначена принципиальная позиция о всеобщем праве на свободу и личную неприкосновенность, а также недопущению применения насилия.  
В последние годы рост масштабов торговли людьми вызвал обеспокоенность в обществе. Президент РТ Э. Рахмон также официально выразил озабоченность Правительства РТ по проблеме торговли людьми в Таджикистане, что дало импульс в активизации процесса модернизации нормативно-правовой базы и выработки официальной законодательной позиции по данной проблеме. Таким образом, 1 августа 2003 года Уголовный Кодекс РТ (УК РТ) был дополнен но-вой ст. 1301  («Торговля людьми»), которая официально криминализировала феномен торговли людьми во внутренней уголовно-правовой системе республики. Дополнительно к этому, в части установления и усиления уголовной ответственности за совершение преступлений, связанных с торговлей людьми, были также внесены соответствующие изменения и дополнения к статьям уголовного законодательства.  

## Борьба с торговлей людьми в Таджикистане
Министерство здравоохранения Таджикистана предоставляет некоторые медицинские и социальные услуги пострадавшим в двух приютах, которые финансируются из-за рубежа. Министерство внутренних дел заботилось о безопасности этих приютов. Однако таджикскому правительству не удалось создать систематизированную процедуру идентификации жертв работорговли или механизма для направления их на реабилитацию. Несмотря на то, что правительство не организовывало специальной подготовки дипломатического персонала в посольствах и консульствах Таджикистана за рубежом, сотрудники посольства Таджикистана в ОАЭ помогли вернуться на родину 35 жертвам в 2007 году. Пограничники также помогали репатриированным жертвам, ускоряя процесс прохождения иммиграционного и таможенного контроля. Жертвы участвовали в расследованиях и судебном преследовании по делам торговли людьми, однако отсутствие программы защиты свидетелей препятствовали их участию.

## Профилактика
Правительству Таджикистана удалось внести структурные изменения для способности отслеживать эмиграционные потоки и выявлять признаки торговли людьми. Пограничники были размещены в аэропортах и вдоль границы. Кроме этого, были организованы программы обучения по выявлению потенциальных жертв и торговцев людьми.